# 1. liga 2009-2010
L'edizione 2009-10 è la 17ª edizione della 1. liga, è cominciata il 25 luglio 2009 ed è terminata a maggio 2010. Vide la vittoria finale dello Sparta Praga
Capocannoniere del torneo fu Michal Ordoš (Sigma Olomouc), con 12 reti.

## Avvenimenti
Lo Jablonec conquista la prima posizione al quinto turno. In seguito Jablonec e Teplice si scambiano la testa della classifica fino al quattordicesimo turno quando il Teplice prova ad allungare. Alla ventesima giornata lo Sparta Praga, in forte rimonta, conquista il primo posto ma non lo mantiene: a cinque giornate dalla fine il Baník Ostrava raggiunge a pari punti i granata. All'ultima giornata Baník e Sparta viaggiano a 59, lo Jablonec è a 58 e il Teplice è fuori dai giochi a 55: lo Sparta batte 1-0 il Teplice e vince il campionato grazie al pari del Baník contro il Pribram. Lo Jablonec, vincendo, conquista il secondo posto ai danni della squadra di Ostrava.
Il Bohemians Praga penalizzato di 20 punti ad inizio campionato non riesce a raggiungere la cifra positiva chiudendo a -4 e retrocedendo.

## Squadre partecipanti
- Baník Ostrava
- Bohemians 1905 (N)
- Bohemians Praga
- Zbrojovka Brno
- Dyn. Č. Budějovice
- Jablonec
- Kladno
- Příbram

- Mladá Boleslav
- Sigma Olomouc
- Slavia Praga (C)
- Slovácko (N)
- Slovan Liberec
- Sparta Praga
- Teplice
- Viktoria Plzeň

## Classifiche 2009-2010

### Classifica Finale
|  |     | Classifica 2009-10 | Pt | G  | V  | N  | P  | GF | GS | DR  |
|  | --- | ------------------ | -- | -- | -- | -- | -- | -- | -- | --- |
|  | 1.  | Sparta Praga       | 62 | 30 | 16 | 14 | 0  | 42 | 14 | +28 |
|  | 2.  | Jablonec           | 61 | 30 | 18 | 7  | 5  | 42 | 24 | +18 |
|  | 3.  | Baník Ostrava      | 60 | 30 | 17 | 9  | 4  | 47 | 25 | +22 |
|  | 4.  | Teplice            | 55 | 30 | 15 | 10 | 5  | 44 | 25 | +19 |
|  | 5.  | Viktoria Plzeň     | 48 | 30 | 12 | 12 | 6  | 42 | 33 | +9  |
|  | 6.  | Sigma Olomouc      | 47 | 30 | 14 | 5  | 11 | 49 | 36 | +13 |
|  | 7.  | Slavia Praga (C)   | 41 | 30 | 11 | 8  | 11 | 37 | 35 | +2  |
|  | 8.  | Mladá Boleslav     | 39 | 30 | 11 | 6  | 13 | 47 | 41 | +6  |
|  | 9.  | Slovan Liberec     | 37 | 30 | 10 | 7  | 13 | 34 | 39 | -5  |
|  | 10. | Příbram            | 36 | 30 | 10 | 6  | 14 | 35 | 41 | -6  |
|  | 11. | Zbrojovka Brno     | 35 | 30 | 9  | 8  | 13 | 30 | 39 | -9  |
|  | 12. | Bohemians 1905 (N) | 34 | 30 | 8  | 10 | 12 | 21 | 29 | -8  |
|  | 13. | Dyn. Č. Budějovice | 31 | 30 | 7  | 10 | 13 | 24 | 35 | -11 |
|  | 14. | Slovácko (N)       | 30 | 30 | 8  | 6  | 16 | 28 | 42 | -14 |
|  | 15. | Kladno             | 25 | 30 | 7  | 4  | 19 | 24 | 50 | -26 |
|  | 16. | Bohemians Praga    | -4 | 30 | 4  | 4  | 22 | 27 | 65 | -38 |

- Bohemians Praga: penalizzato di 20 punti

## Statistiche e record

### Classifica marcatori
| Gol |  |  | Giocatore         | Squadra         |
| --- |  |  | ----------------- | --------------- |
| 12  |  |  | Michal Ordoš      | Sigma Olomouc   |
| 11  |  |  | Marek Kulič       | Mladá Boleslav  |
| 11  |  |  | David Lafata      | Jablonec        |
| 9   |  |  | Pavel Šultes      | Sigma Olomouc   |
| 9   |  |  | Wilfried Bony     | Sparta Praga    |
| 8   |  |  | Ajdin Mahmutović  | Teplice         |
| 8   |  |  | Daniel Huňa       | Příbram         |
| 8   |  |  | Mario Lička       | Baník Ostrava   |
| 7   |  |  | Marek Bakoš       | Viktoria Plzeň  |
| 7   |  |  | Ludovic Sylvestre | Mladá Boleslav  |
| 7   |  |  | Tomáš Mičola      | Baník Ostrava   |
| 7   |  |  | Jiří Jeslínek     | Bohemians Praga |
| 7   |  |  | Václav Ondřejka   | Slovácko        |

### Capoliste solitarie
- Dalla 5ª alla 6ª giornata:  Jablonec
- Dalla 7ª alla 8ª giornata:  Teplice
- Dalla 9ª alla 10ª giornata:  Jablonec
- 11ª giornata:  Teplice
- Dalla 14ª alla 19ª giornata:  Teplice
- 20ª giornata:  Sparta Praga
- Dalla 22ª alla 24ª giornata:  Sparta Praga
- 30ª giornata:  Sparta Praga

### Record
- Maggior numero di vittorie:  Jablonec (18)
- Minor numero di sconfitte:  Sparta Praga (0)
- Migliore attacco:  Sigma Olomouc (49 gol fatti)
- Miglior difesa:  Sparta Praga (14 gol subiti)
- Miglior differenza reti:  Sparta Praga (+28)
- Maggior numero di pareggi:  Sparta Praga (14)
- Minor numero di pareggi:  Kladno e  Bohemians Praga (4)
- Minor numero di vittorie:  Bohemians Praga (4)
- Maggior numero di sconfitte:  Bohemians Praga (22)
- Peggiore attacco:  Bohemians 1905 (21 gol fatti)
- Peggior difesa:  Bohemians Praga (65 gol subiti)
- Peggior differenza reti:  Bohemians Praga (-38)